# Emissions
『Emissions』（エミッションズ）は、ROSSOの2006年6月7日にユニバーサルミュージック / アイランド・レコードから発売された3枚目のスタジオ・アルバム。初回限定：スペシャルパッケージ。

## 解説
前作「Dirty Karat」より2年半ぶりのアルバム。収録曲は4曲とミニ・アルバム並に少ないが、ディスコグラフィーには3rd ALBUMとして記載されている。本作の発表を以て、ROSSOは活動を休止した。そのため、本作は現時点でROSSOがリリースした最後の作品となっている。

## 収録曲
全作詞：チバユウスケ　作曲・編曲：ROSSO
1. 眠らないジル (6:48)
2. ROOSTER (10:09)
3. WALL (5:14)
4. 発光 (10:49)